# Adam Hložek
Adam Hložek (* 25. Juli 2002 in Ivančice) ist ein tschechischer Fußballspieler. Der Stürmer steht beim deutschen Bundesligisten TSG 1899 Hoffenheim unter Vertrag und ist seit September 2020 A-Nationalspieler.

## Karriere

### Verein

#### Karrierebeginn in Tschechien
Adam Hložek wurde in Ivančice in Südmähren geboren und begann mit dem Fußballspielen beim FC Ivančice. Seit seinem Beitritt hatte er dort vier Jahre gespielt, bevor er die Saison 2012/13 als Leihgabe beim Erstligisten FC Zbrojovka Brünn verbrachte. Danach spielte Hložek noch ein Jahr beim FC Ivančice und wechselte dann in die Jugendakademie des renommierten Vereins Sparta Prag. Am 10. November 2018 gab er sein Debüt als Profi in der höchsten tschechischen Spielklasse, als er beim 3:1-Auswärtssieg gegen den MFK Karviná in der Schlussphase für Matěj Pulkrab eingewechselt wurde. Mit 16 Jahren, 3 Monaten und 16 Tagen wurde er damit zum jüngsten Spieler, der bis dahin das Trikot Spartas trug. Sein erstes Tor erzielte er am 9. März 2019 beim 4:0-Heimsieg gegen Viktoria Pilsen. In der Saison 2018/19 gelangen ihm in 19 Einsätzen 3 Tore. Ab der Spielzeit 2019/20 war der Stürmer Stammspieler. In der Saison 2020/21 wurde er mit seiner Mannschaft Vizemeister und er erzielte 15 Tore in 19 Einsätzen, womit Hložek gemeinsam mit Jan Kuchta Torschützenkönig der Liga wurde.

#### Wechsel in die Bundesliga
Zur Saison 2022/23 wechselte Hložek erstmals ins Ausland und schloss sich in Deutschland dem Bundesligisten Bayer 04 Leverkusen an. Er einigte sich mit dem Verein auf einen Vertrag mit einer Laufzeit über fünf Jahre. Ende Juli 2022 debütierte Hložek für die Werkself und erzielte im Pokalspiel gegen die SV Elversberg auch direkt sein erstes Tor. In seinem ersten Jahr in Deutschland absolvierte er insgesamt 44 Pflichtspiele und erzielte dabei 7 Tore. In der folgenden Spielzeit 2023/24 kam er auf 36 Einsätze und ebenfalls 7 Tore, stand jedoch in der Bundesliga nur fünfmal in der Startelf. Für den Verein war es die bisher beste Saison in der Vereinsgeschichte: Bayer 04 Leverkusen gewann erstmals die Meisterschaft und sicherte sich im Finale gegen den 1. FC Kaiserslautern auch den DFB-Pokal. Mit Ausnahme des Europa-League-Finals gegen Atalanta Bergamo blieben Hložek und Leverkusen während der gesamten Spielzeit ungeschlagen.
Mitte August 2024 wechselte Hložek ligaintern zur TSG 1899 Hoffenheim.

### Nationalmannschaft

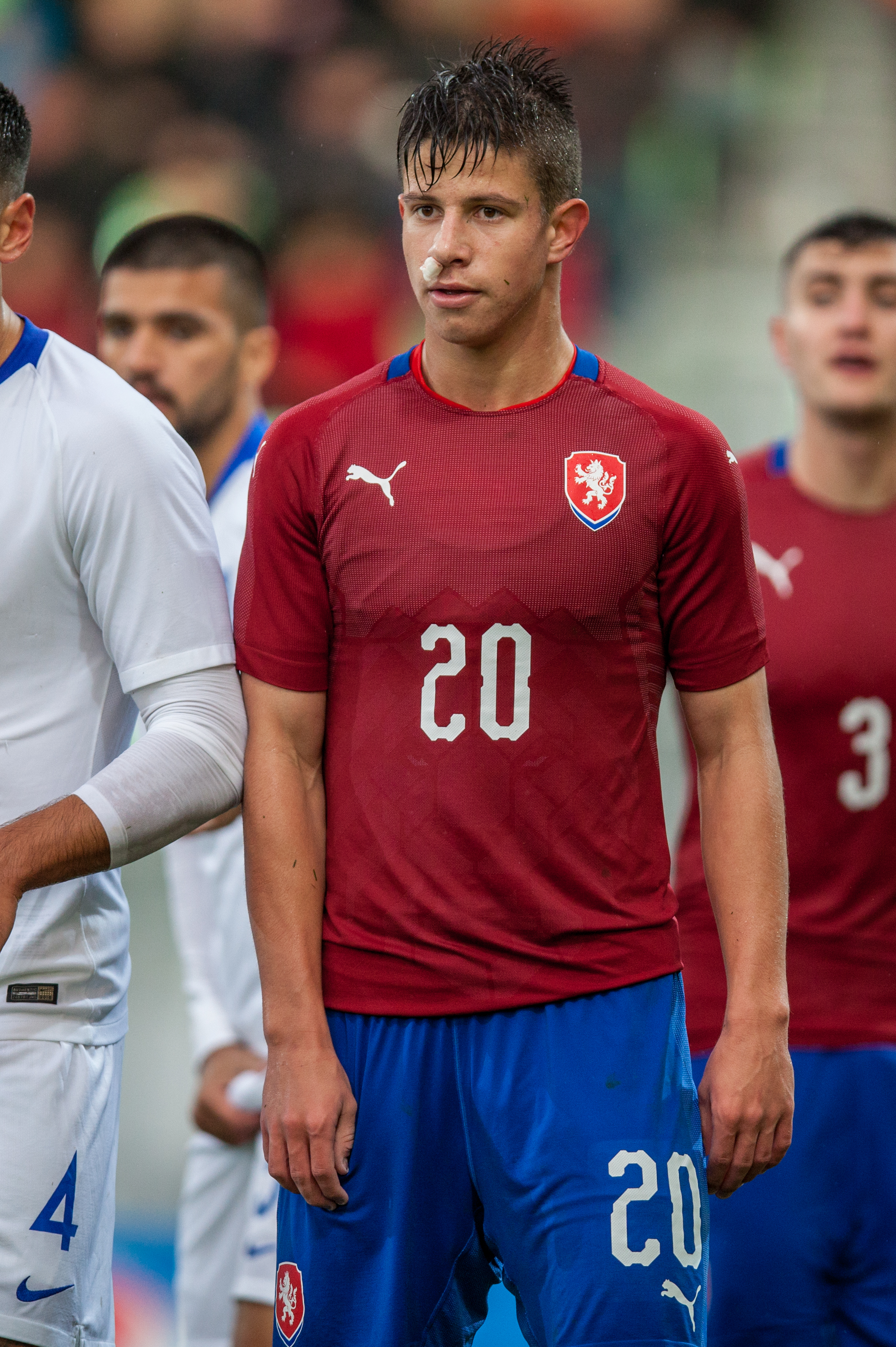
Adam Hložek im Trikot der Nationalmannschaft (2019)

Hložek repräsentierte sein Heimatland in unterschiedlichen Juniorennationalmannschaften. Für die U15 traf er in fünf Einsätzen viermal. Von Juli 2017 bis Februar 2018 war er für die U16 im Einsatz und kam dort in zehn Spielen auf sieben Tore. Am 3. August 2018 debütierte er beim 7:1-Sieg gegen Wales in der U17-Nationalmannschaft und traf zum Einstand doppelt. Insgesamt absolvierte er für die Auswahl zehn Spiele, in denen er fünfmal traf. Am 6. Juli 2019 debütierte er beim 1:0-Testspielsieg gegen Russland in der U21, für die er in acht Spielen drei Tore erzielte.
Am 4. September 2020 spielte der Stürmer beim 3:1-Sieg gegen Slowenien erstmals in der A-Nationalmannschaft. Nach zwei weiteren Länderspieleinsätzen gehörte er ein Jahr später bei der Europameisterschaft 2021 dem tschechischen Aufgebot an, das das Viertelfinale erreichte und dort mit 1:2 gegen Dänemark verlor. Hložek wurde bei dem Turnier, mit Ausnahme des Viertelfinals, in jeder Partie eingewechselt. In den folgenden Monaten spielte er regelmäßig für Tschechien und erzielte am 11. Oktober 2021 in der WM-Qualifikation gegen Belarus sein erstes Tor im Trikot der Nationalmannschaft. Hložek und Tschechien verpassten allerdings in den Play-offs durch eine Niederlage gegen Schweden die Teilnahme an der Weltmeisterschaft 2022. Im Sommer 2024 gehörte Hložek dem tschechischen Kader für die Europameisterschaft 2024 in Deutschland an. Die Auswahlmannschaft schied dabei nach Niederlagen gegen Portugal und die Türkei bereits in der Gruppenphase aus dem Turnier aus. Hložek stand bei 2 von 3 Gruppenspielen in der Startelf.

## Erfolge
Sparta Prag
- Tschechischer Pokalsieger: 2020

Bayer 04 Leverkusen
- Deutscher Meister: 2024
- Deutscher Pokalsieger: 2024

Auszeichnungen
- Tschechisches Fußball-Talent des Jahres: 2019[12]
- Spieler des Monats der ersten tschechischen Fußballliga: September 2020[13], Mai 2021[14]
- Torschützenkönig: Fortuna Liga 2020/21 (mit Jan Kuchta; 15 Tore)